# Stor-Bergtjärnen, Ångermanland
Stor-Bergtjärnen är en sjö i Kramfors kommun i Ångermanland och ingår i Ångermanälvens huvudavrinningsområde. Sjön är 5 meter djup, har en yta på 0,02 kvadratkilometer och befinner sig 101,2 meter över havet.